# Cedr libanonský

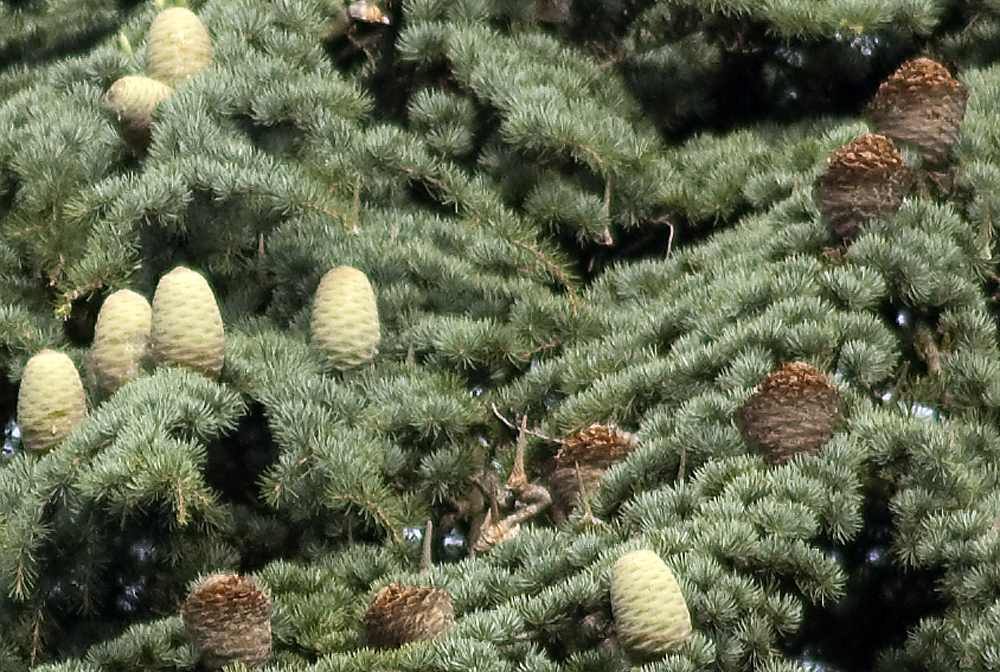
Samičí šištice – současně nové ještě neopylené a staré rozpadající se

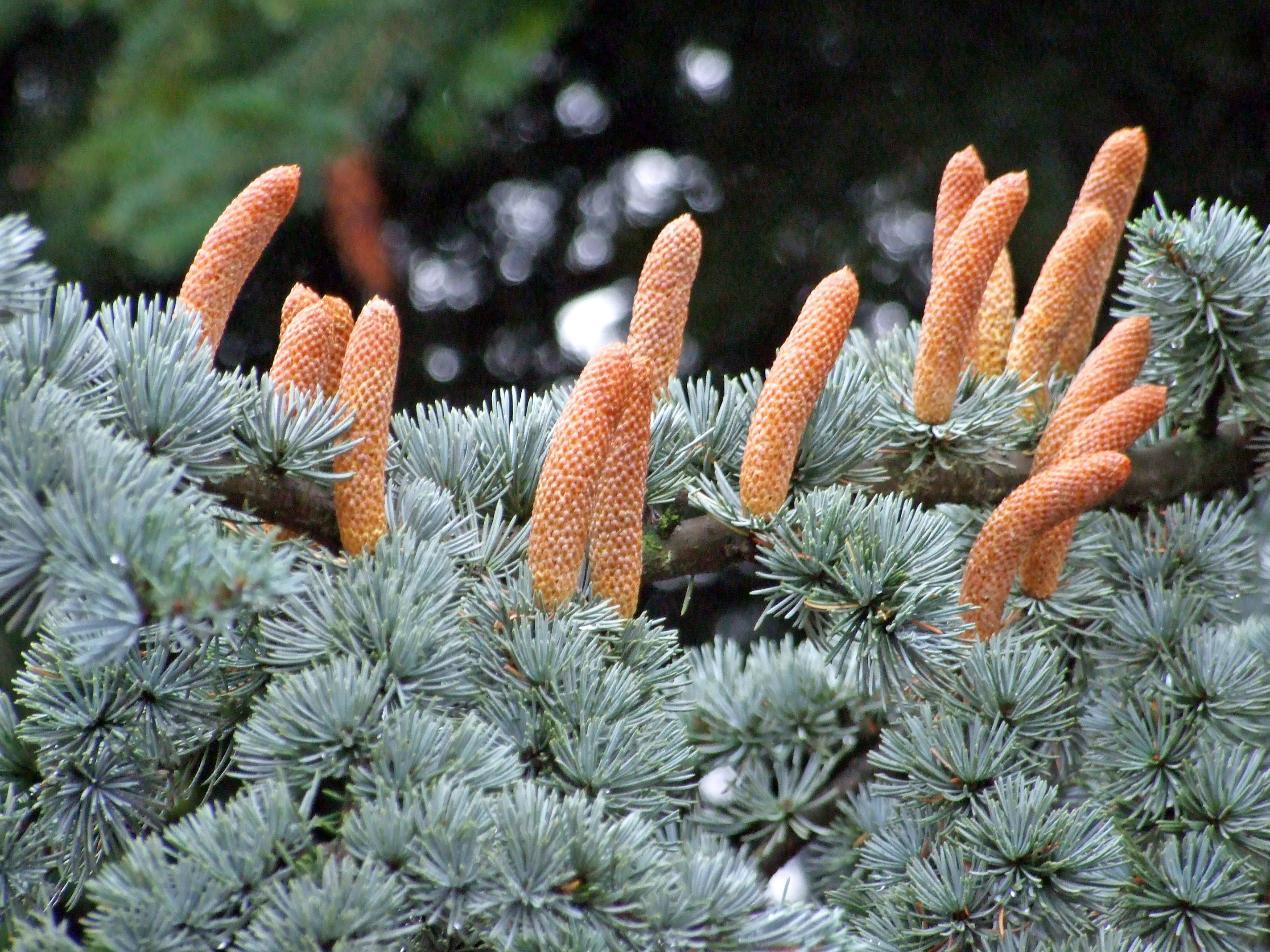
Samčí šištice

 Cedr libanonský (Cedrus libani) je neopadavý jehličnatý strom z čeledě borovicovitých, kde je řazen do podčeledě jedlové.

## Rozšíření
Tento druh je rozšířen pouze na Blízkém východě ve státech Libanon, Sýrie, Turecko a na Kypru, roste v nadmořských výškách 1400 až 2000 m n. m., často již v subalpínském stupni s několika měsíční sněhovou pokrývkou a mrazy i pod −30 °C. Cedr libanonský byl v pohořích Libanon a Antilibanon v biblických dobách hojně rozšířen, postupně však byl pro své cenné dřevo téměř vymýcen a zbyla jen dvě torza v rezervacích Cedars of God a Al Shouf Cedar Nature Reserve. V menší míře se nachází v nepřístupnějších místech i na syrské straně. Ve větším rozsahu se zachoval v hůře dostupných pohořích Taurus a Antitaurus v Turecku, kde se převážně vyskytuje poddruh stenocoma. Dále roste ještě na Kypru endemický poddruh brevifolia, který je považován někdy i za samostatný druh.

## Popis
Cedr libanonský je dlouhověký horský strom, nejstarší exempláře mají přes tisíc let. Dorůstá podle místních podmínek do výše 20 až 40 m, jeho kmen může mít v průměru až 3 m. Mladé stromy mívají pyramidální tvar koruny, u starších je koruna široce deštníkovitá. Někdy se jeho koruna vyvíjí již odspoda bez hlavního terminálu. Kůra je tmavě šedá až černošedá, u starších stromů brázditá. Tlusté větve jsou u mladých stromů vystoupavé, starší je mají vodorovné, případně se mohou pod svou váhou i mírně sklánět. Čtyřhranné, tuhé, zašpičatělé, tmavě zelené až modrozelené jehlice spirálovitě obrůstají hlavní větve a na krátkých bočních větvičkách jsou ve svazcích po 30 až 40. Bývají dlouhé od 15 do 30 mm a tlusté asi 1 mm. Dřevo je ze všech jehličnanů nejbělejší, má nejméně pryskyřice, je rovně rostlé, pevné, odolné dřevokaznému hmyzu i houbám.
Ne všechny poddruhy mají stejný vzhled, např. stenocoma je strom méně vzrůstný a podržuje si vyloženou štíhlost koruny i v pozdním věku a brevifolia je vyloženě nevzhledný, pokřivený, pomalu rostoucí strom dosahující výšky okolo 10 m.
Samičí šištice na krátké stopce rostou vzpřímeně a jsou vysoké 8 až 10 cm a tlusté 4 až 6 cm, mají hnědou barvu a soudkovitý tvar, na vrcholu jsou zploštělé. Velmi hustě stojící semenné šupiny jsou až 5 cm široké. Samčí šištice jsou štíhlejší a vyšší, prašníky mají prodloužené spojidlo se dvěma podélně pukajícími prašnými váčky. Pylová zrna mají dva vzdušné vaky. Mezi opylením a vlastním oplozením uplyne delší doba, semena opouštějí rozpadavé samičí šištice druhým nebo až třetím rokem po opylení. Trojhranná semena velká od 15 do 18 mm mají čtyřhranné křídlo dlouhé asi 25 mm.

## Význam
Dřevo z cedru libanonského bylo od pradávna velice ceněno. Podle biblických pramenů bylo dřevo z tohoto stromu používáno při stavbě jeruzalémského chrámu králem Šalomounem. Byly z něj zhotovovány nejlepší lodě včetně stěžňů, nábytek a např. i skříně na knihy, ve kterých byly uchráněny před hmyzem. Pro svou vůni se dřeva používalo k vykuřování chrámů a jako obětní dar. Pryskyřicí nebo cedrovým olejem se napouštěly předměty aby byly trvanlivější, používaly se k balzamování. Extraktu z dřeva se místně používá k léčbě ran a různých neduhů.
V současnosti se cedr libanonský využívá převážně jako okrasná rostlina. Přestože se pokoušejí v Libanonu a Turecku rozšířit jeho počet intenzivní novou výsadbou, cedrové dřevo v podstatě na trhu není. Pod názvem cedrové dřevo se prodává vše možné, jen ne dřevo z cedru. Např. prodávané tzv. „cedrové oříšky“ z „cedru sibiřského“ jsou semena borovice limby (Pinus cembra).
Cedr libanonský byl dovezen do Anglie asi v r. 1638 a do Čech r. 1812 do zámecké zahrady panství Hluboš ve stejnojmenné obci. Nejvyšší je asi strom ve Velké Británii v Leaton Knolls s výškou 43 m a s nejširším kmenem strom v Itálii ve Villa Mirabello s výčetní tloušťkou 360 cm.

## Taxonomie
Cedr libanonský vytváří podle místa svého výskytu poddruhy, jejich počet není ustálen.
Podle jsou poddruhy 3,
- cedr libanonský krátkolistý (Cedrus libani A. Rich. subsp. brevifolia) (Hook. f.) Meikle
- cedr libanonský pravý (Cedrus libani A. Rich. subsp. libani)
- cedr libanonský turecký (Cedrus libani A. Rich. subsp. stenocoma) (O. Schwarz) P. H. Davis

Podle jsou poddruhy jen 2; cedr libanonský krátkolistý, endemit z Kypru, je považován za samostatný druh.

## Symbolika
Cedr libanonský je symbolem  Libanonu. Je hlavním motivem libanonské vlajky i neoficiálního státního znaku.

Libanonská vlajka Poměr stran: 2:3
Neoficiální libanonský státní znak